# Retorromania

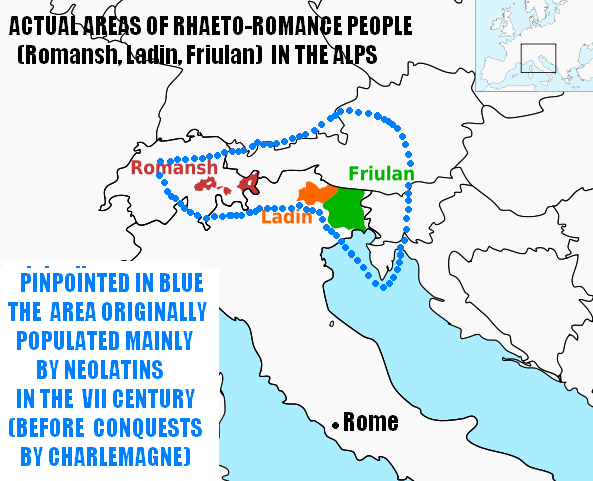
El área original de la Retorromania aparece limitada aproximadamente por la línea trazada en azul

Retorromania es una área de la Europa alpina caracterizada por el uso de una lengua neolatina hablada desde la Edad Media por los antiguos retos romanizados.

## Historia
En las provincias del imperio romano al sur del Danubio llamadas Noricum y Rhaetia los habitantes latinizados no desaparecieron completamente cuando las invasiones bárbaricas devastaron la región. Muchos fueron exterminados y otros se refugiaron en Italia, pero algunos sobrevivieron en las montañas de los Alpes.

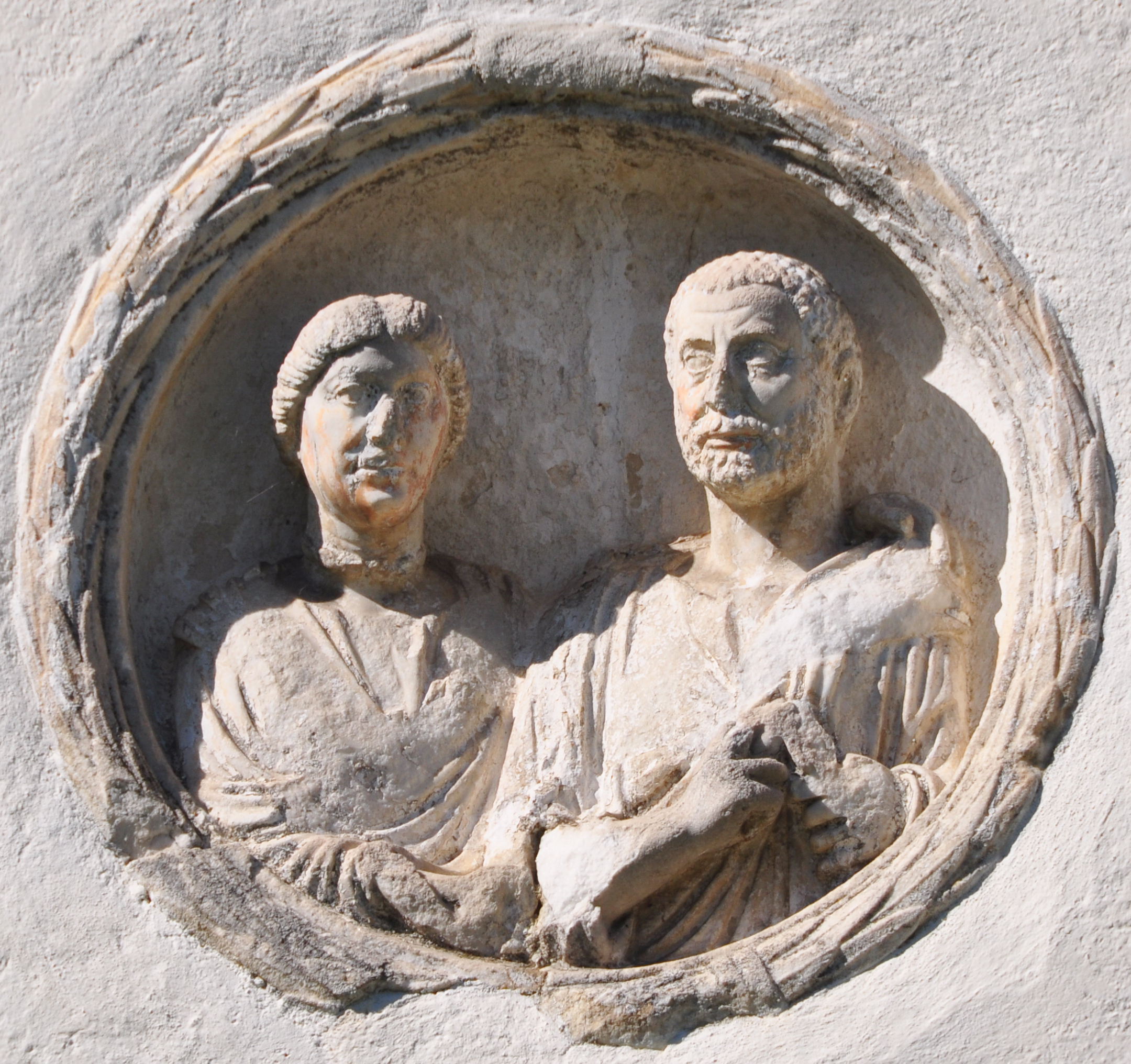
Romanos de la antigua Retorromania

Primeras pérdidas territoriales del Retorromance
Disminución, 700–1100
Disminución, 1100–2020
Retorromance area, en 2020

Los que vivían en Rhaetia dieron origen a los ladinos y retorromances  de Suiza y del norte de Italia, pero los del Noricum sobrevivieron solamente algunos siglos hasta los tiempos de Carlomagno. 
O sea que la lengua ladina/retorromance existe hoy en día, pero la lengua romance del Noricum (que coincide aproximadamente con la actual Austria) ha desaparecido. La explicación parece estar en que el Noricum y en general la actual Austria centro-oriental estuvieron más expuestos que Suiza a las devastadoras invasiones de los hunos y ávaros.
Durante la Edad Media existían poblaciones retorromances ahora extinguidas en el norte de Suiza y en Austria/Baviera, en áreas llamadas: Walchental, Wakhen, Walchengag, Wakhensef y Winkhen. 
Hasta los tiempos de Napoleón se hablaba el retorromance en el Vorarlberg austriaco, mientras que en la "Val Venosta" en el Alto Adige italiano hubo comunidades ladinas/retorromances hasta finales del siglo XIX.

## Datos
Actualmente la Retorromania, con el retorrománico, forma tres zonas lingüísticas, independientes geográficamente: 
- El grisonés, en el cantón de los Grisones, en el sudeste de Suiza, con literatura propia y muchos dialectos.
- En los valles del N. de Italia, en los Alpes Dolomíticos y al norte de Trento.
- En la provincia de Údine, cerca del río Tagliamento, al norte de Italia.

Se calcula que unas 100 000 personas hablan el retorrománico como primera o como segunda lengua (aparte los friulanos del norte de Italia).
Es importance precisar que el académico Piccottini afirma que la lengua romance austríaca pertenece al grupo retorromance (o al menos era una lengua proto-retorromance), basándose en su proximidad geográfica con las actuales áreas romanche/ladina/friulana en los Alpes suizo-italianos. Inclusive cree que asimiló algunas palabras del prerromano idioma rético, especialmente en el Tirol austriaco.
En efecto, en la región tirolesa de Austria occidental, entre Innsbruck y Vaduz (el nombre de la capital del Liechtenstein viene de la palabra neolatina "avadutz", o sea acqueducto en romanche), se habló también el retorromance hasta el siglo de la Revolución francesa.